# Prix Inria de l'Académie des sciences
Les Prix Inria - Académie des sciences sont trois prix, de niveau différents, attribués depuis 2013 en partenariat par l'Académie des sciences et Inria : le Grand prix, le prix Jeune Chercheur et le prix de l'Innovation,.

## Les prix
- Le Grand Prix Inria – Académie des sciences

D'un montant de 25 000 €, il récompense un scientifique, un ensemble de scientifiques ou une équipe de recherche qui ont contribué de manière exceptionnelle au champ des sciences informatiques et mathématiques. Ces personnes doivent exercer leur activité dans le cadre d'un établissement français, mais sans condition de nationalité ou d'affiliation.
Ce prix figure dans la catégorie des Grands Prix de l'Institut de recherche en sciences du numérique et de l'Académie des sciences.
- Le Prix de l'innovation Inria – Académie des sciences – Dassault Systèmes

D'un montant de 20 000 €, il est décerné conjointement par l'Académie des sciences, Dassault Systèmes et l'Inria, récompense un scientifique ou un ensemble de scientifiques ou une équipe de recherche ayant été particulièrement actif dans le domaine du transfert et de l'innovation dans le champ des sciences informatiques et mathématiques. Ces personnes doivent exercer leur activité dans le cadre d'un établissement français, sans condition de nationalité ou d'affiliation.
- Le Prix Inria – Académie des sciences du jeune chercheur,

D'un montant de 20 000 €, il récompense un scientifique de moins de quarante ans de toute nationalité et affiliation, exerçant son activité dans le cadre d'un établissement français, et ayant contribué de manière majeure par ses activités de recherche, de transfert ou d'innovation au champ des sciences informatiques et mathématiques.

## Lauréats Grand Prix Inria – Académie des sciences
- 2024 : George Drettakis, directeur de recherche Inria et responsable de l’équipe GRAPHDECO au Centre Inria d’université Côte d’Azur[3],[4]
- 2023 : Gilles Dowek, chercheur en informatique à l'Inria et enseignant à l'École normale de Paris-Saclay[5].
- 2022 : Catuscia Palamidessi, directrice de recherche Inria au sein de l’équipe-projet Comete et membre du Laboratoire d’Informatique de l’École polytechnique (LIX - CNRS/École polytechnique/inria)[6].
- 2021 : Jean Bernard Lasserre, directeur de recherche au Laboratoire d'analyses et d'architecture des systèmes (LAAS) du CNRS[7].
- 2020 : Pierre-Louis Curien, membre de l’Institut de recherche en informatique fondamentale, directeur de recherche émérite au CNRS[8],[9].
- 2019 : Vincent Hayward, professeur à l’Institut des systèmes intelligents et de robotique à Sorbonne Université[10].
- 2018 : Xavier Leroy, directeur de recherche au centre Inria de Paris et nommé professeur au Collège de France sur la chaire de Sciences du logiciel[11].
- 2017 : Olivier Gascuel, directeur de recherche au CNRS, Centre de bioinformatique, biostatisque et biologie intégrative à l’Institut Pasteur à Paris[1].
- 2016 : Cordelia Schmid , directeur de recherche, équipe-projet Thoth du centre de recherches Inria Grenoble Rhône-Alpes[12].
- 2015 : Benoit Perthame, Professeur à l'Université Pierre-et-Marie-Curie, directeur du laboratoire Jacques-Louis Lions, médaillé d'argent du CNRS[13].
- 2014 : Nicholas Ayache, directeur de recherche de classe exceptionnelle Inria, centre de Sophia Antipolis – Méditerranée, titulaire de la chaire « Informatique et sciences numériques » au Collège de France en 2013-2014[14].
- 2013 : Jean-Michel Morel, professeur à l'École normale supérieure de Cachan. Centre de Mathématiques et de leurs applications[15]
- 2011 : Gérard Huet, directeur de recherche émérite (de classe exceptionnelle) Inria et membre de l'Académie des sciences[16],[17].

## Lauréats Prix de l'innovation Inria – Académie des sciences – Dassault Systèmes
- 2024 : Brice Goglin, directeur de recherche Inria dans l'équipe TADaaM et au Laboratoire de recherche en informatique (LaBRI) et

Samuel Thibault,  professeur à l'université de Bordeaux et membre de l'équipe Inria STORM et du LaBRI.
- 2023 : Équipe de cardiologie numérique personnalisée portée par Hervé Delingette, Maxime Sermesant, Hubert Cochet, Pierre Jaïs et Jean-Marc Peyrat, Inria Epione, Sophia Antipolis ; IHU Liryc, Univ. Bordeaux/CHU Bordeaux/Inserm1045 ; inHEART, Pessac[5].
- 2022 : André Seznec, directeur de recherche senior à l'IRISA/INRIA à Rennes[6]
- 2021 : Hubert Garavel, Frédéric Lang et Wendelin Serwe, chercheurs, Inria Grenoble et Radu Mateescu , directeur de recherche Inria[18].
- 2020 : Pl@ntNet, outil d’étude de la biodiversité végétale, et l’équipe qui le développe (Alexis Joly, Pierre Bonnet, Hervé Goëau , Julien Champ, Jean-Christophe Lombardo, Antoine Affouard) [19].
- 2019 : Équipe Scikit-Learn, Loïc Esteve et Olivier Grisel, ingénieurs de recherche Inria et Alexandre Gramfort, Bertrand Thirion, Gaël Varoquaux, chercheurs Inria[10].
- 2018 : Stéphane Cotin, directeur de recherche Inria[11].
- 2017 : Anne-Marie Kermarrec, directrice de recherche au Centre Inria–Rennes Bretagne Atlantique à Rennes
- 2016 : Marc Pouzet, professeur d'information à l'université Pierre et Marie Curie, département d'informatique, École normale supérieure, Paris.
- 2015 : Marc Lavielle , membre du Haut Conseil des Biotechnologies, directeur de l'équipe Popix à Inria Saclay Île-de-France, directeur de recherche[13].
- 2014 : Patrick Valduriez, directeur de recherche de classe exceptionnelle Inria, centre Inria de Sophia Antipolis – Méditerranée.
- 2013 : Pascale Vicat-Blanc, directrice de recherches à l'Inria, directrice de Lyatiss.

## Lauréats Prix Inria – Académie des sciences du jeune chercheur
- 2024 : Julie Josse, directrice de recherche Inria à Montpellier, Institut Desbret d’épidémiologie et de santé publique[3]
- 2023 : Julien Mairal, chercheur et responsable de l'équipe Thoth du Centre Inria de l'Université Grenoble Alpes au sein du Laboratoire Jean Kuntzmann[5].
- 2022 : Xavier Allamigeon, chercheur au sein de l'équipe Tropical (Inria/Centre de mathématiques appliquées-CNRS/École polytechnique/Inria)
- 2021 : Serena Villata, chargée de recherche CNRS au Laboratoire I3S (CNRS/Université Côte d'Azur) et membre de l'équipe Wimmics (Inria Sophia Antipolis-Méditerranée/I3S)[18]
- 2020 : Stanley Durrleman, directeur de recherche à l'Inria, chef d'équipe à l’Institut du Cerveau[19].
- 2019 : Maria Naya-Plasencia, directrice de recherche au centre Inria – Équipe projet SECRET à Paris[10].
- 2018 : Pierre-Yves Oudeyer (en), directeur de recherche à l’Inria Bordeaux, responsable de l’équipe Flowers[11].
- 2017 : Mazyar Mirrahimi, directeur de recherche au Centre de recherche Inria de Paris
- 2016 : Karthikeyan Bhargavan, directeur de recherche à l'Inria.
- 2015 : Véronique Cortier, directrice de recherche CNRS au laboratoire lorrain de recherche en informatique et ses applications (LORIA)[13]
- 2014 : Paola Goatin, chargée de recherche Inria, centre de Sophia Antipolis – Méditerranée, et laboratoire de Mathématiques J.A. Dieudonné (CNRS, Université de Nice - Sophia Antipolis).
- 2013 : Anatole Lecuyer, directeur de recherche Inria. Centre de recherche Inria de Rennes